# Nossa Senhora do Alívio
Nossa Senhora do Alívio foi uma aparição mariana ocorrida na freguesia portuguesa de São Miguel de Soutelo, município de Vila Verde, em 1790, ao Padre Francisco Xavier Leite Fragoas em resposta à sua promessa e orações.

## Origem e História: Nossa Senhora do Alívio
Segundo o que se sabe, o Padre Francisco Xavier Leite Fragoas era pároco da cidade São Miguel de Soutelo, hoje chamada apenas de Soutelo, na arquidiocese de Braga, no ano de 1790. O pároco era oriundo de uma família abastada e muito piedosa. Segundo o que diz na obra "O Santuário do Alívio" ele também era gentil e caridoso com os paroquianos, era um homem que procurava imitar a Cristo, renunciando a toda ostentação e vaidade. Também era zeloso com a aparência e limpeza da igreja, pois tinha de cuidar com zelo a casa do Senhor.
Infelizmente o piedoso padre adoeceu, era uma grande enfermidade que o impossibilitava até de levantar-se de sua cama, foi necessário chamar vários médicos, que o diagnosticaram com enfermidades de gravidade imensurável, conforme os dias iam se passando o pobre padre continuava piorando, cada vez mais a doença avançava, sem que nenhum dos médicos conseguissem tratamento ou cura. Todavia, o piedoso padre não tinha intenção de falecer sem concluir suas obras para a igreja matriz. Sendo ele um fervoroso devoto de Nossa Senhora decidiu pedir em oração a cura de suas gravíssimas enfermidades, prometendo a mãe de Deus edificar uma igreja em sua honra.
Na Alvorada, o assistente do padre caminha rumo ao seu quarto para servir-lhe o almoço, porém ao se aproximar percebeu uma forte claridade que refletia pela brecha da porta, cheio de curiosidade e sabendo ele que não deveria ter ninguém fazendo companhia para o padre naquela hora e também sabendo que as janelas deveriam está fechados ele decidiu esperar uns segundos e entrar, ao adentrar no quarto, aquela claridade já não mais se encontrava, porém ali se encontrava o pároco com um olhar vivido, uma postura calma e a sua voz audível gozando de boa saúde. Com um sorriso esperançoso no rosto o padre pergunta se ele tinha observado algo incomum naquela manhã. O assistente ainda curioso descreveu a claridade que tinha avistado refletir pela brecha da porta. Contente, Pe. Xavier o responde: "Foi Nossa Senhora que me apareceu! Esteve aqui no quarto, eu vi-a! Ela me curará e assim eu poderei concluir as obras da igreja!" Logo a seguir a melhora do padre foi muito rápida o possibilitado voltar as suas funções paroquiais.

## A construção da capela

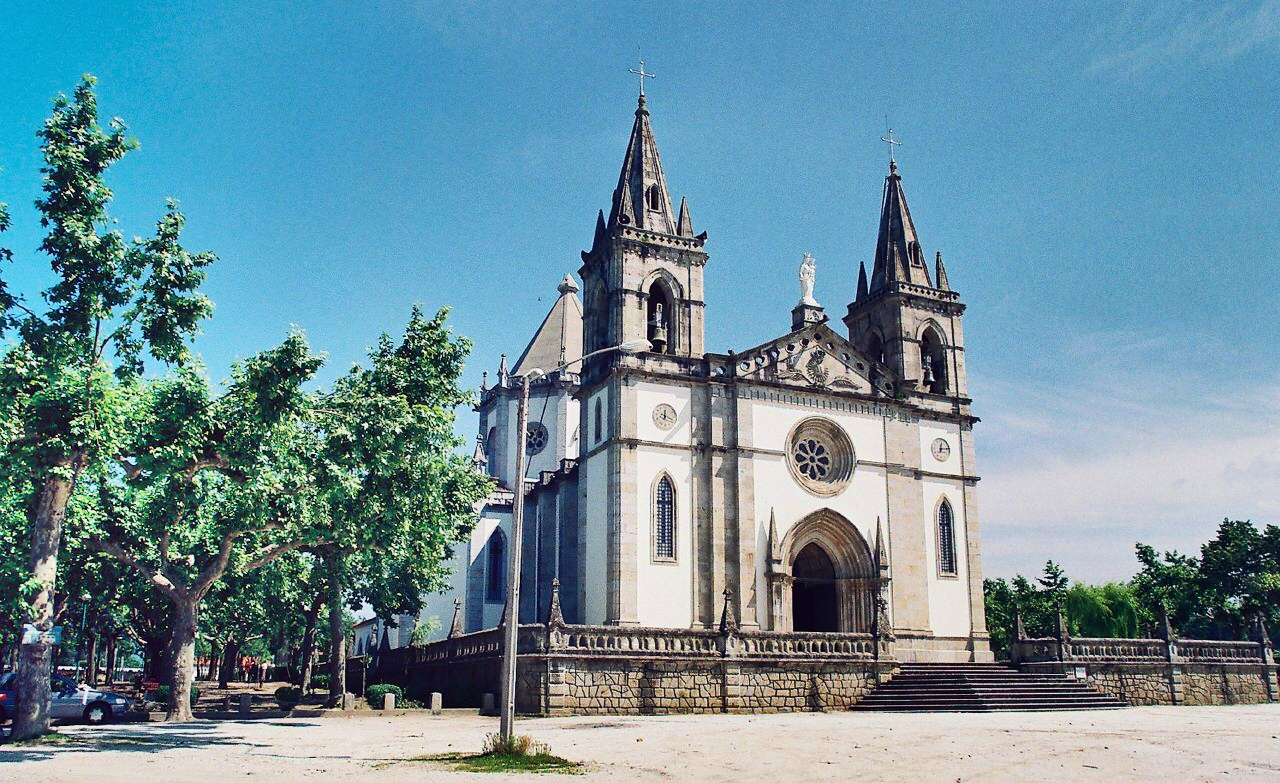
O Santuário de Nossa Senhora do Alívio.

Tendo recebido a graça da Virgem Santíssima, o padre iniciou a cumprir suas promessas. A sua vontade era construir a maior capela que seu dinheiro pudesse permitir. Assim, em 1794 escreveu uma carta ao D. Frei Caetano Brandão, arcebispo de Braga, requisitando autorização para construir uma capela em louvor de Maria Santíssima, ele deixou dinheiro suficiente para a edificação e manutenção da capela. A solicitação foi deferida, fato o fez ele insistisse novamente a pedir ao bispo, dizendo que a referida capela seria para veneração a Nossa Senhora do Alívio.
A construção da capela começou no dia 18 de agosto de 1794, assim que o arcebispo concede autorização para a construção da capela. já em 18 de junho de 1798, comunica ao arcebispo de Braga pedindo suas bênçãos e alegremente informando que concluiu a construção da capela. A consagração ocorreu no dia 7 de setembro de 1798. Nesse dia houve uma  festa enorme, com muitos fies e festejos em Soutelo, além que várias autoridades da igreja estiveram presentes, junto com uma grande multidão. Eles logo fizeram uma grande procissão que levou a imagem de Nossa Senhora do Alívio saindo da igreja matriz de Soutelo até a capela construída, na companhia das imagens de doze apóstolos e doze anjos.
Não demorou muito para que se fizessem romarias com pessoas de todas as partes. As festas para Nossa Senhora do Alívio ocorrem especialmente no segundo e no terceiro domingos de setembro. O santuário do Alívio também virou um importante centro de peregrinação, comprovado com a presença permanente de peregrinos, principalmente aos domingos.

## Oração a Nossa Senhora do Alívio
“Senhor Jesus Cristo, Mediador nosso junto do Pai, que, pelo poder do Espírito Santo, Vos dignastes escolher a Virgem Santíssima, Vossa Mãe, que invocamos como Senhora do Alívio, nossa Medianeira e auxílio nas doenças e preocupações, concedei misericordiosamente a quem por ela Vos invoca, procurando as Vossas graças, se alegre de as receber para louvor da Vossa Glória. Amém.”